# Agrochola terranovae
Agrochola terranovae är en fjärilsart som beskrevs av Parenzan 1982. Agrochola terranovae ingår i släktet Agrochola och familjen nattflyn. Inga underarter finns listade i Catalogue of Life.